# Municipio de Jefferson (condado de Ross)
El municipio de Jefferson (en inglés: Jefferson Township) es un municipio ubicado en el condado de Ross en el estado estadounidense de Ohio. En el año 2010 tenía una población de 991 habitantes y una densidad poblacional de 15,39 personas por km².

## Geografía
El municipio de Jefferson se encuentra ubicado en las coordenadas 39°13′40″N 82°48′56″O / 39.22778, -82.81556. Según la Oficina del Censo de los Estados Unidos, el municipio tiene una superficie total de 64.39 km², de la cual 63,58 km² corresponden a tierra firme y (1,26 %) 0,81 km² es agua.

## Demografía
Según el censo de 2010, había 991 personas residiendo en el municipio de Jefferson. La densidad de población era de 15,39 hab./km². De los 991 habitantes, el municipio de Jefferson estaba compuesto por el 95,76 % blancos, el 0,81 % eran afroamericanos, el 0,1 % eran amerindios, el 0,91 % eran asiáticos y el 2,42 % eran de una mezcla de razas. Del total de la población el 0,4 % eran hispanos o latinos de cualquier raza.